# Literna callosipennis
Literna callosipennis är en insektsart som först beskrevs av Victor Antoine Signoret 1860.  Literna callosipennis ingår i släktet Literna och familjen spottstritar.
Artens utbredningsområde är Madagaskar. Inga underarter finns listade i Catalogue of Life.